# CQ elettronica
CQ elettronica è stata una rivista tecnica italiana che si è occupata di elettronica e radiantismo a livello hobbistico.

## Storia
Nata nel 1959 con nome di "Costruire Diverte", nel corso degli anni ha mutato la propria denominazione prima in "CD elettronica" e in seguito in "CQ elettronica"; la coppia di lettere è un'abbreviazione del codice Morse per Calling any station (chiamata generale). Lo spirito di fondo della rivista è stato sempre quello di invogliare anche l'occasionale lettore a provare ad entrare nel vasto campo della tecnologia elettronica, proponendo anche semplici  circuiti da sperimentare. I progetti più impegnativi, presentati a volte nel corso di più puntate su numeri consecutivi della rivista, erano costituiti da prototipi funzionanti realizzati da collaboratori e da quei lettori più esperti con l'autocostruzione, fungendo da sprone per i lettori meno esperti, affinché questi provassero a cimentarsi a loro volta col montaggio di quel dato circuito presentato.
Fin dal suo esordio è stata una rivista molto nota nel campo radioamatoriale. Nel corso degli anni, a tenere vere e proprie rubriche, si sono succedute più persone, profondamente esperte in vari campi dell'elettronica; tra questi: Giampaolo Fortuzzi, Antonio Tagliavini, Bartolomeo Aloia, Walter Medri, Franco Fanti, Umberto Bianchi, Emilio Romeo, Sergio Cattò, Antonio Ugliano, Marcello Arias, Adelchi Anzani, Maurizio Mazzotti, Gianvittorio "Vito Rogianti" Pallottino.
Negli anni settanta, nel campo dell'alta fedeltà allora nascente rimangono memorabili i perentori giudizi di Aloia riguardanti diffuse convinzioni errate su tale argomento: spiegandone in modo chiaro il motivo, l'autore pubblicava dei veri e propri trattati in materia, specialmente a proposito di un utilizzo eccessivo del tasso di  controreazione negli amplificatori da parte di certi costruttori (specialmente nipponici) per mascherare l'effettiva percentuale di distorsione, sposando quindi la tesi del Prof. Matti Otala. Aloia in seguito fonderà a proprio nome una società produttrice di amplificatori ad alta fedeltà, sia a valvole termoioniche che a stato solido. Lo spirito di "Costruire" si evidenzia già nel primo periodo della rivista; nel maggio 1961, con foto a colori in copertina, viene proposta la costruzione di un ricevitore radio a due valvole termoioniche, sulla frequenza di 108 MHz, per l'ascolto dei segnali radio emessi dai primi satelliti artificiali statunitensi.
Ad aprile 2013 è uscito l'ultimo numero della rivista che da tale data ha cessato le pubblicazioni.